# Chris Eagles
Christopher Mark „Chris” Eagles (ur. 19 listopada 1985 w Hemel Hempstead, Hertfordshire) – angielski piłkarz występujący na pozycji prawego  pomocnika w Blackpool.

## Kariera
Karierę piłkarską rozpoczął w szkółce Watford, ale już w wieku 14 lat dołączył do Manchesteru United. Debiutem Eaglesa w United był mecz 28 października 2003 przeciwko Leeds United w ramach Pucharu Ligi. 
Pierwsze lata kariery w United spędził na wypożyczeniach. 21 stycznia 2005 został wypożyczony do Watford, gdzie zagrał 13 meczów i strzelił gola (przeciwko Gillingham). Później był wypożyczony do Sheffield Wednesday na pierwszą połowę sezonu 2005/2006, a 6 stycznia 2006 znów trafił do Watford. Jego zwycięski gol w wyjazdowej wygranej 1:0 nad Brighton & Hove Albion 18 lutego z blisko połowy boiska sprawił, że dostał nagrodę za najlepszego gola sezonu w swoim klubie. 31 sierpnia 2006 Eagles zgodził się na wypożyczenie do holenderskiego klubu NEC Nijmegen, ale 21 grudnia 2006 z powodu braku występów w pierwszej jedenastce (zagrał 15 razy, z czego jedenastokrotnie wchodząc pod koniec meczu jako rezerwowy) postanowił wrócić do Manchesteru United. 28 kwietnia 2007 Eagles strzelił swojego pierwszego ligowego gola w barwach United, w 93 minucie meczu, podwyższając na 4:2 prowadzenie z Evertonem. Dnia 29 lipca 2008 został sprzedany do Burnley. Z klubem tym podpisał trzyletni kontrakt.
29 lipca 2011 roku podpisał trzyletni kontrakt z Boltonem Wanderers.